# Червеногърб малимбус
Червеногърб малимбус (Malimbus scutatus) е вид птица от семейство Ploceidae.

## Разпространение
Видът е разпространен в Бенин, Гана, Гвинея, Камерун, Кот д'Ивоар, Либерия, Нигерия, Сиера Леоне и Того.